# والت ميلر
والت ميلر (30 يوليو 1915 في الولايات المتحدة - 21 يناير 2001 في الولايات المتحدة) (بالإنجليزية: Walt Miller)‏ هو لاعب كرة سلة أمريكي في مركز هجوم صغير الجسم. لعب مع Duquesne Dukes men's basketball ‏.

## وصلات خارجية
- والت ميلر على موقع إن بي أي (الإنجليزية)
- والت ميلر على موقع سبورتس رفرنس (الإنجليزية)
- والت ميلر على موقع ريلجم (الإنجليزية)
- والت ميلر على موقع بروبوليرز (الإنجليزية)
- والت ميلر على موقع سبورتس رفرنس (الإنجليزية)